# Miguel Agámez
Miguel Ángel Agámez Cabarcas (Cartagena de Indias, Colombia, 15 de mayo de 2009) es un futbolista colombiano que juega como centrocampista en el Junior de Barranquilla de la Primera División de Colombia.

## Carrera
Agámez es producto del club Talentos Cartageneros, club en el que estuvo hasta la edad de 8. Fue captado por las divisiones menores del Junior y lo cedió al Barranquilla FC de la Segunda División de Colombia. El 21 de julio de 2024, debutó a la edad de 15 años en el empate por 1-1 ante el Tigres FC en la primera jornada de la segunda división de Colombia. Jugó 467 minutos repartidos en 10 partidos lo cual sirvió para que sea promovido al primer plantel del Junior luego de regresar de la cesión en Barranquilla FC. Debutó profesionalmente en Primera División el 10 de mayo de 2025 en la derrota por 2-1 ante el Independiente Santa Fe, ingresando desde el banquillo al minuto 86'.

## Estadísticas

### Clubes
Actualizado al último partido disputado el 10 de mayo de 2025.
| Club                          | Div.          | Temporada     | Liga  | Liga  | Liga  | Copas Nacionales | Copas Nacionales | Copas Nacionales | Copas Internacionales | Copas Internacionales | Copas Internacionales | Total | Total | Total |
| Club                          | Div.          | Temporada     | Part. | Goles | Asis. | Part.            | Goles            | Asis.            | Part.                 | Goles                 | Asis.                 | Part. | Goles | Asis. |
| ----------------------------- | ------------- | ------------- | ----- | ----- | ----- | ---------------- | ---------------- | ---------------- | --------------------- | --------------------- | --------------------- | ----- | ----- | ----- |
| Barranquilla F. C. · Colombia | 2.ª           | 2024          | 10    | 0     | 0     | —                | —                | —                | —                     | —                     | —                     | 10    | 0     | 0     |
| Barranquilla F. C. · Colombia | Total         | Total         | 10    | 0     | 0     | 0                | 0                | 0                | 0                     | 0                     | 0                     | 10    | 0     | 0     |
| Junior · Colombia             | 1.ª           | 2025          | 1     | 0     | 0     | —                | —                | —                | —                     | —                     | —                     | 1     | 0     | 0     |
| Junior · Colombia             | Total         | Total         | 1     | 0     | 0     | 0                | 0                | 0                | 0                     | 0                     | 0                     | 1     | 0     | 0     |
| Total carrera                 | Total carrera | Total carrera | 11    | 0     | 0     | 0                | 0                | 0                | 0                     | 0                     | 0                     | 11    | 0     | 0     |

### Selección
Actualizado al último partido disputado el 30 de julio de 2025.
| Selección         | Año             | Continental | Continental | Continental | Mundial | Mundial | Mundial | Amistosos | Amistosos | Amistosos | Total | Total | Total |
| Selección         | Año             | Part.       | Goles       | Asis.       | Part.   | Goles   | Asis.   | Part.     | Goles     | Asis.     | Part. | Goles | Asis. |
| ----------------- | --------------- | ----------- | ----------- | ----------- | ------- | ------- | ------- | --------- | --------- | --------- | ----- | ----- | ----- |
| Sub-15 · Colombia |                 |             |             |             |         |         |         |           |           |           |       |       |       |
| 2024              | 3               | 0           | 0           | —           | —       | —       | —       | —         | —         | 3         | 0     | 0     |       |
| Total             | 3               | 0           | 0           | —           | —       | —       | —       | —         | —         | 3         | 0     | 0     |       |
| Sub-17 · Colombia |                 |             |             |             |         |         |         |           |           |           |       |       |       |
| 2025              | 5               | 0           | 2           | —           | —       | —       | 4       | 0         | 0         | 9         | 0     | 2     |       |
| Total             | 5               | 0           | 2           | —           | —       | —       | 4       | 0         | 0         | 9         | 0     | 2     |       |
| Sub-20 · Colombia |                 |             |             |             |         |         |         |           |           |           |       |       |       |
| 2025              | —               | —           | —           | —           | —       | —       | 2       | 0         | 0         | 2         | 0     | 0     |       |
| Total             | —               | —           | —           | —           | —       | —       | 2       | 0         | 0         | 2         | 0     | 0     |       |
| Total selección   | Total selección | 8           | 0           | 2           | 0       | 0       | 0       | 6         | 0         | 0         | 14    | 0     | 2     |

## Carrera internacional
Ha representado a la selección colombiana en las categorías sub-15, sub-16 y sub-17.